# Gently Disturbed
Gently Disturbed est un album du trio du musicien Avishai Cohen, le Avishai Cohen Trio. Il a été produit par Ray Jefford pour le label créé par Avishai Cohen, Razdaz.

## Liste des morceaux
Tous les morceaux sont de Avishai Cohen sauf mention contraire.
1. Seattle
2. Chutzpan
3. Lo Baiom Velo Balyla (traditionnel)
4. Pinzin Kinzin (Cohen/Maestro/Guiliana)
5. Puncha Puncha(traditionnel)
6. Eleven Wives(Cohen/Maestro/Guiliana)
7. Gently Disturbed
8. The Ever Evolving Etude
9. Variations in G minor
10. Umray
11. Structure in Emotion

## Musiciens
- Avishai Cohen - contrebasse
- Mark Guiliana - batterie
- Shai Maestro - piano